# 諾爾布札布
諾爾布札布（?—?），喀尔喀蒙古赛音诺颜部人，博尔济吉特氏。清朝蒙古王公，第五代赛音诺颜部旗亲王。达延汗巴图蒙克、格哷森札札赉尔、图蒙肯后裔，塔斯希布玄孙，善巴曾孙，達什敦多布之孙，第四代赛音诺颜部旗亲王德沁札布长子。
乾隆十七年（1752年），諾爾布札布赐公品级。乾隆二十年（1755年），諾爾布札布封固山贝子。乾隆二十七年（1762年），諾爾布札布袭封赛因诺颜扎萨克和硕亲王。乾隆三十一年（1766年），乾隆帝命諾爾布札布袭封他六世祖图蒙肯赛因诺颜之号。乾隆四十六年（1781年），乾隆帝命諾爾布札布世袭罔替赛因诺颜扎萨克亲王。乾隆五十一年（1786年），因病免爵。其子車登扎布袭封赛因诺颜扎萨克亲王。